# 20. ročník udílení Cen Sdružení filmových a televizních herců
20. ročník udílení Cen Sdružení filmových a televizních herců se konal 18. ledna 2014. Ocenění se předalo nejlepším filmovým a televizním vystoupením v roce 2013. Nominace byly oznámeny 11. prosince 2013. Ceremoniál vysílaly stanice TNT a TBS.

## Vítězové a nominovaní

### Film
| Nejlepší mužský herecký výkon v hlavní roli | Nejlepší ženský herecký výkon v hlavní roli |
| --- | --- |
| - Matthew McConaughey – Klub poslední naděje - Bruce Dern – Nebraska - Chiwetel Ejiofor – 12 let v řetězech - Tom Hanks – Kapitán Phillips - Forest Whitaker – Komorník | - Cate Blanchettová – Jasmíniny slzy - Sandra Bullock – Gravitace - Judi Denchová – Philomena - Meryl Streepová – Blízko od sebe - Emma Thompsonová – Saving Mr. Banks |
| Nejlepší mužský herecký výkon ve vedlejší roli | Nejlepší ženský herecký výkon ve vedlejší roli |
| - Jared Leto – Klub poslední naděje - Barkhad Abdi – Kapitán Phillips - Daniel Brühl – Rivalové - James Gandolfini – A dost! - Michael Fassbender – 12 let v řetězech | - Lupita Nyong'o – 12 let v řetězech - Jennifer Lawrenceová – Špinavý trik - Julia Roberts – Blízko od sebe - June Squibb – Nebraska - Oprah Winfreyová – Komorník     |
| Nejlepší obsazení ve filmu | |
| - Špinavý trik – Amy Adamsová, Christian Bale, Louis C.K., Bradley Cooper, Jack Huston, Jennifer Lawrenceová, Alessandro Nivola, Michael Peña, Jeremy Renner, Elisabeth Röhm a Shea Whigham - 12 let v řetězech – Benedict Cumberbatch, Paul Dano, Garret Dillahunt, Chiwetel Ejiofor, Michael Fassbender, Paul Giamatti, Scoot McNairy, Lupita Nyong'o, Adepero Oduye, Sarah Paulsonová, Brad Pitt, Michael K. Williams a Alfre Woodardová - Blízko od sebe – Abigail Breslinová, Chris Cooper, Benedict Cumberbatch, Juliette Lewis, Margo Martindale, Ewan McGregor, Dermot Mulroney, Julianne Nicholson, Julia Robertsová, Sam Shepard, Meryl Streepová a Misty Uphamová - Klub poslední naděje – Jennifer Garnerová, Jared Leto, Matthew McConaughey, Denis O'Hare, Dallas Roberts a Steve Zahn - Komorník – Mariah Carey, John Cusack, Jane Fondová, Cuba Gooding, Jr., Terrence Howard, Lenny Kravitz, James Marsden, David Oyelowo, Alex Pettyfer, Vanessa Redgrave, Alan Rickman, Liev Schreiber, Forest Whitaker, Robin Williams a Oprah Winfreyová | |
| Nejlepší výkon kaskaderského souboru ve filmu | |
| - Na život a na smrt - Vše je ztraceno - Rychle a zběsile 6 - Rivalové - Wolverine | |

### Televize
| Nejlepší mužský herecký výkon v seriálu (drama) | Nejlepší ženský herecký výkon v seriálu (drama) |
| --- | --- |
| - Bryan Cranston – Perníkový táta jako Walter White - Kevin Spacey – Dům z karet jako Francis Underwood - Steve Buscemi – Impérium – Mafie v Atlantic City jako Nucky Thompson - Peter Dinklage – Hra o trůny jako Tyrion Lannister - Jeff Daniels – Newsroom jako Will McAvoy | - Maggie Smithová – Panství Downton jako Violet - Claire Danesová – Ve jménu vlasti jako Carrie Mathison - Anna Gunn – Perníkový táta jako Skylar White - Jessica Lange – American Horror Story jako Fiona Goode - Kerry Washingtonová – Skandál jako Olivia Pope                             |
| Nejlepší mužský herecký výkon v seriálu (komedie) | Nejlepší ženský herecký výkon v seriálu (komedie) |
| - Ty Burrell – Taková moderní rodinka jako Phil Dunphy - Alec Baldwin – Studio 30 Rock jako Jack Donaghy - Jason Bateman – Arrested Development jako Michale Bluth - Don Cheadle – Profesionální lháři jako Marty Kaan - Jim Parsons – Teorie velkého třesku jako Dr. Sheldon Cooper | - Julia Louis-Dreyfus – Viceprezident(ka) jako Selina Meyer - Mayim Bialik – Teorie velkého třesku jako Amy Farrah Fowler - Julie Bowen – Taková moderní rodinka – Claire Dunphy - Edie Falco – Sestička Jackie jako Jackie Peyton - Tina Fey – Studio 30 Rock jako Liz Lemon                 |
| Nejlepší mužský herecký výkon v minisérii nebo TV filmu | Nejlepší ženský herecký výkon v minisérii nebo TV filmu |
| - Michael Douglas – Liberace jako Liberace - Matt Damon – Liberace jako Scott Thorson - Jeremy Irons – V kruhu koruny: Richard II. jako Král Henry IV. - Rob Lowe – Vražda prezidenta Kennedyho jako John F. Kennedy - Al Pacino – Phil Spector jako Phil Spector | - Helen Mirrenová – Phil Spector jako Linda Kenney Baden - Angela Bassettová – Betty & Coretta jako Coretta Scott King - Helena Bonham Carterová – Burton a Taylorová jako Elizabeth Taylorová - Holly Hunter – Na jezeře jako GJ - Elisabeth Mossová – Na jezeře jako detektiv Robin Griffin |
| Nejlepší obsazení (drama) | |
| - Perníkový táta – 'Michael Bowen, Betsy Brandt, Bryan Cranston, Lavell Crawford, Tait Fletcher, Laura Fraser, Anna Gunn, Matthew T. Metzler, RJ Mitte, Dean Norris, Bob Odenkirk, Aaron Paul, Jesse Plemons, Steven Michael Quezada, Kevin Rankin, Patrick Sane' - Impérium – Mafie v Atlantic City – Patricia Arquette, Margot Bingham, Steve Buscemi, Brian Geraghty, Stephen Graham, Erik LaRay Harvey, Jack Huston, Ron Livingston, Domenick Lombardozzi, Gretchen Mol, Ben Rosenfield, Michael Stuhlbarg, Jacob Ware, Shea Whigham, Jeffrey Wright - Panství Downton – Hugh Bonneville, Laura Carmichael, Jim Carter, Brendan Coyle, Michelle Dockeryová, Jessica Brown Findlay, Siobhan Finneran, Joanne Froggatt, Rob James-Collier, Allen Leech, Phyllis Logan, Elizabeth McGovern, Sophie McShera, Matt Milne, Lesley Nicol, Amy Nuttall, David Robb, Maggie Smithová, Ed Speleers, Dan Stevens, Cara Theobold, Penelope Wilton - Ve jménu vlasti – F. Murray Abraham, Sarita Choudhury, Claire Danesová, Rupert Friend, Tracy Letts, Damian Lewis, Mandy Patinkin, Morgan Saylor - Hra o trůny – Alfie Allen, John Bradley-West, Oona Chaplin, Gwendoline Christie, Emilia Clarkeová, Nikolaj Coster-Waldau, Mackenzie Crook, Charles Dance, Joe Dempsie, Peter Dinklage, Natalie Dormerová, Nathalie Emmanuel, Michelle Fairleyová, Jack Gleeson, Iain Glen, Kit Harington, Lena Headeyová, Isaac Hempstead-Wright, Kristofer Hivju, Paul Kaye, Sibel Kekilli, Rose Leslie, Richard Madden, Rory McCann, Michael McElhatton, Ian McElhinney, Philip McGinley, Hannah Murrayová, Iwan Rheon, Sophie Turner, Carice van Houtenová, Maisie Williamsová | |
| Nejlepší obsazení (komedie) | |
| - Taková moderní rodinka – Aubrey Anderson-Emmons, Julie Bowen, Ty Burrell, Jesse Tyler Ferguson, Nolan Gould, Sarah Hyland, Ed O'Neill, Rico Rodriguez, Eric Stonestreet, Sofía Vergara, Ariel Winterová - Studio 30 Rock – Scott Adsit, Alec Baldwin, Katrina Bowden, Kevin Brown, Grizz Chapman, Tina Fey, Judah Friedlander, Jane Krakowski, John Lutz, Jack McBrayer, Tracy Morgan, Maulik Pancholy, Keith Powell - Arrested Development – Will Arnett, Jason Bateman, John Beard, Michael Cera, David Cross, Portia de Rossi, Isla Fisherová, Tony Hale, Ron Howard, Liza Minnelliová, Alia Shawkat, Jeffrey Tambor, Jessica Walter, Henry Winkler - Teorie velkého třesku – Mayim Bialik, Kaley Cuoco, Johnny Galecki, Simon Helberg, Kunal Nayyar, Jim Parsons, Melissa Rauch, Kevin Sussman - Viceprezident(ka) – Sufe Bradshaw, Anna Chlumsky, Gary Cole, Kevin Dunn, Tony Hale, Julia Louis-Dreyfus, Reid Scott, Timothy Simons, Matt Walsh | |
| Nejlepší výkon kaskaderského souboru | |
| - Hra o trůny - Impérium – Mafie v Atlantic City - Perníkový táta - Ve jménu vlasti - Živí mrtví | |

### Celoživotní ocenění
- Rita Moreno